# Сан Себастијано (Бреша)
Сан Себастијано је насеље у Италији у округу Бреша, региону Ломбардија.
Према процени из 2011. у насељу је живело 23228 становника. Насеље се налази на надморској висини од 476 м.